# Mallplaza Alameda
Mallplaza Alameda es un centro comercial en Avenida Libertador General Bernardo O'Higgins, Estación Central, Santiago de Chile.

## Historia
Con una inversión de 60 millones de dólares estadounidenses, Mallplaza Alameda abrió sus puertas el 29 de abril de 2008, siendo el noveno centro urbano de Mallplaza.

## Servicios
Cuenta con varias tiendas de ropa y calzado, como Adidas y Adidas Originals, Bata, Maui and Sons, Block, Bubble Gummers, Bōld, Colloky, Coloseum, Fashion's Park, Ferracini, Flores, H&M, Gotta y demás. También tiene tiendas de autos, como una tienda de Chevrolet, Mitsubishi Motors, Ford, Kia, Chery y Forcenter. Como cine, tiene a Cineplanet. Tiene tiendas y supermercados, estos siendo Lápiz López, Tottus, Family Shop y una tienda de yogures llamado Yogurt Life. Tiene una tienda de La Araucanía y dos farmacias: Salcobrand y Cruz Verde. También, como entretenimiento, tiene un Happyland. También, se creó un Registro Civil dentro de este mall.
En cuanto a restaurantes, este cuenta con dos Dunkin', dos McDonald's, dos Juan Maestro y un Pizza Hut, un KFC, un Doggis, un Burger King, un Carl's Jr., un Chinawok, un Wendy's, un Tommy Beans, un Bufalo Beef, un Dominó y un Pedro, Juan y Diego.